# The Splendid Source
"The Splendid Source" es el decimonoveno episodio de la octava temporada de la serie animada de humor Padre de Familia. Fue emitido originalmente en los Estados Unidos por FOX el 16 de mayo de 2010. Este episodio está protagonizado por Peter, Joe, Cleveland (que vuelve a la serie para participar en este episodio) y Quagmire que deciden emprender una búsqueda por todo Estados Unidos para localizar y conocer la fuente de los chistes verdes del mundo. El grupo descubre que es más complicado de lo que ellos pensaban, sin embargo, son raptados inesperadamente y llevados a una isla remota, donde descubren una sociedad secreta donde los mayores genios del planeta crean los chistes verdes que estaban buscando.
El episodio sirvió como un seguimiento a la salida del personaje principal Cleveland Brown, quién dejó Padre de familia para tener su propio spin-off en Fox, llamado The Cleveland Show. El miembro principal del elenco y el exescritor de la serie Mike Henry volvió a participar en la serie para dar voz a Cleveland. El episodio también tuvo el primer crossover entre Padre de familia y The Cleveland Show, ambas creadas por Seth MacFarlane, que incluye varios cameos de los personajes principales de The Cleveland Show. Fue anunciado en la San Diego Comic-Con International de 2009.
El episodio fue escrito por Mark Hentemann y dirigido por Brian Iles. Recibió unas críticas mixtas por su historia, y su poca dependencia de las referencias culturales. Conforme a las audiencias Nielsen, el episodio fue visto en 7.59 millones de casas en su emisión original. En el episodio aparecieron actuaciones de artistas invitados como Marc Alaimo, Gary Cole, Ioan Gruffudd, Sanaa Lathan, David Lynch, Kevin Michael Richardson y Wally Wingert, junto con varios actores invitados que pusieron su voz para la serie.

## Argumento
Cuando Peter y Lois discuten acerca de hacer un viaje familiar a Maine, Chris entra en la cocina, y comunica a sus padres que ha sido expulsado del instituto por su director al contar un chiste inapropiado. Prometiendo a su director que la situación no se volverá a repetir, Chris revela que fue Quagmire quién fue el que le contó el chiste en primer lugar. Decidido a hacer frente a Quagmire más tarde en la Almeja Borracha, Peter escucha el chiste de Quagmire, lo encuentra gracioso y accidentalmente se defeca encima. Quagmire y Joe descubren rápidamente que Peter se defeca cada vez que él escucha el chiste, y ambos deciden contárselo continuamente para fastidiarlo, hasta el punto en que Quagmire contrata a Freddy Krueger de Pesadilla en Elm Street , para hacer que Peter se defeque en el sueño y en la vida real. Cansado de sus travesuras, Peter decide vestir unos pantalones de Quagmire, previniendo que le hagan reír. Preguntando donde escuchó Quagmire el chiste, revela que fue Bruce quién se lo contó. Preguntando a Bruce en su trabajo en la bolera, el grupo descubre que el chiste se lo contó un barman de Virginia.
Yéndose de Quahog, junto con Bonnie and Lois, que creen que van a ir a Maine, Quagmire distrae a ambas para que no se den cuenta de que van a Virginia, a medida que comienzan su viaje a dicho lugar. El grupo entra en un bar en Stoolbend, Virginia, y descubren que fue Cleveland quién le contó el chiste al barman. Preguntándole a Cleveland de dónde escuchó el chiste, revela que lo escuchó de un botones llamado Sal Russo. El grupo, junto con Cleveland, ponen rumbo a Washington D. C., pero a mitad de camino son atacados por un vehículo negro, quién les dispara, en un intento de que no conozcan el origen del chiste. El grupo consigue liberarse de ellos gracias a un tiro de pistola de Joe, que impacta en una rueda haciendo chocar al vehículo. El grupo llega a un hotel de Washington, y localizan a Sal, quién niega decir de donde escuchó el chiste, y que empieza una carrera por la ciudad. Al perderle la pista a Sal, el grupo es capturado por unos hombres vestidos de negro, quienes los atrapan.
Secuestrados y viajando en un avión, se acercan a una isla, siendo llevados hasta un gran templo de piedra, donde son recibidos por el decano de la Orden Secreta de Escritores de Chistes Verdes, que aparece de entre las sombras, y lleva al grupo a una gran biblioteca con los mayores genios del mundo estudiando dentro. El decano lleva a los cuatro en un tour, explicando que las mayores mentes del mundo se han unido para hacer los mejores chistes verdes de la humanidad, y los lleva a una red de agentes, que controlan todas las situaciones del planeta para insertar chistes en ellas. El decano lleva al grupo a una habitación vacía y les desvela que no pueden contar la fuente de los chistes, por lo que han de pasar el resto de sus vidas en la isla, por lo que son encerrados en una celda. En un intento para escapar, Peter apuñala Cleveland con un lápiz, requiriendo la ayuda de un guarida que abre su celda.
El grupo escapa, y se enfrentan al decano y a sus guardias. Cuando están a punto de ser disparados por los guardas, un hombre proclama haber escrito el mejor chiste verde de la historia, pero muere súbitamente, algo que aprovecha Peter para coger el chiste y amenazar con quemarlo. Escapan en un avión, pilotado por Quagmire, cuando ven que el edificio está en llamas debido a una vela que Peter tiró anteriormente a una cortina. Peter cuestiona sus acciones, pensando si han destruido la fuente de todos los chistes del mundo. El grupo dice que es probable, pero que tiene en sus manos el mejor chiste verde de la historia, que Peter procede a leer y donde está escrito "¿Sabes qué? Culo de parqué". Peter se pregunta si ese el mejor chiste del mundo, a lo que Cleveland responde, No, ¡este es el chiste! mientras le clava a Peter un lápiz, porque éste se lo hizo anteriormente. El capítulo termina con el avión volando hacia el horizonte mientras Peter pone un vídeo de un mono rascándose como premio a los que han visto el capítulo hasta el final.

## Producción
Anunciado por primera vez en la Comic-Con 2009 en San Diego, California, el 25 de julio de 2009 por el futuro productor ejecutivo Mark Hentemann, el episodio fue dirigido por Brian Iles, y escrito por Hentemann antes de la finalización de la producción de la octava temporada. El argumento estaba basado en una pequeña historia, del mismo nombre, de Richard Matheson que fue originalmente escrita y publicada en 1956.
Este episodio incluye también un crossover con The Cleveland Show, que fue creada por el creador y productor ejecutivo de Padre de Familia Seth MacFarlane, Mike Henry que pone la voz a Cleveland Brown, y Richard Appel, un anterior escritor de Padre de Familia, Los Simpsons, American Dad! y El rey de la colina.
Complementando al elenco habitual están, el actor Marc Alaimo, el actor Gary Cole, el actor Ioan Gruffudd, la actriz Sanaa Lathan, el director de cine David Lynch, y losl dobladores Kevin Michael Richardson y Wally Wingert participan como invitados en el episodio. También hay voces de invitados como Chris Cox, Ralph Garman, los escritores Patrick Meighan, Danny Smith y Alec Sulkin, la actriz Jennifer Tilly, el director David Lynch y el escritor John Viener con algunas apariciones menores.